# Stefan Landberg
Stefan Olof Ragnar Landberg (ur. 5 maja 1970 w Hultsfred) – szwedzki piłkarz występujący na pozycji pomocnika.

## Kariera klubowa
Landberg seniorską karierę rozpoczynał w 1987 roku w drugoligowym zespole Kalmar FF. W tym samym roku zdobył z nim Puchar Szwecji. W 1990 roku przeszedł do pierwszoligowego Östers IF. W 1991 roku dotarł z nim do finału Pucharu Szwecji, a w 1992 roku wywalczył wicemistrzostwo Szwecji. Barwy Östers reprezentował przez 5 sezonów.
W 1995 roku Landberg odszedł do innego pierwszoligowego zespołu, IFK Göteborg. W tym samym roku, a także rok później zdobył z nim mistrzostwo Szwecji. W 2000 roku zakończył karierę.

## Kariera reprezentacyjna
W 1992 roku Landberg znalazł się w drużynie na Letnie Igrzyska Olimpijskie, które Szwecja zakończyła na ćwierćfinale. W reprezentacji Szwecji zadebiutował 10 czerwca tego samego roku w wygranym 3:1 meczu eliminacji Mistrzostw Świata 1994 z Izraelem. 2 czerwca 1993 roku w wygranym 5:0 rewanżowym pojedynku eliminacji z tą drużyną, strzelił swojego jedynego gola w kadrze.
W latach 1992–1997 drużynie narodowej Landberg rozegrał łącznie 17 spotkań i zdobył 1 bramkę.